# Відзев (Лодзь)
«Ві́дзев Лодзь» (пол. Widzew Łódź) — професіональний польський футбольний клуб з міста Лодзь. Клуб був заснований у 1910 році. Його офіційні кольори - червоний і білий, звідси і прізвиська Czerwona Armia (Червона Армія) і Czerwono-biało-czerwoni (Червоно-білі-червоні).

## Історія
Клуб заснований у 1910 році як Товариство любителів фізичного розвитку Відзев (пол. Towarzystwo Miłośników Rozwoju Fizycznego Widzew). Назва клубу походить від назви району міста Відзев, а RTS розшифровується як Робітниче спортивне товариство (пол. Robotnicze Towarzystwo Sportowe). Спочатку клуб називався Товариство фізичного розвитку «Відзев» (пол. Towarzystwo Miłośników Rozwoju Fizycznego Widzew), оскільки в той час Лодзь перебувала під владою російського царату і прикметник «робітничий» (пол. Robotniczy) не можна було використовувати в назві клубу. Девізи клубу - «Разом творимо силу» (пол. Razem Tworzymy Siłę) та «Завжди 12» (пол. Zawsze w 12), що означає, вболівальники є дванадцятим гравцем команди. Клуб проводить свої матчі на власному стадіоні, розташованому в Лодзі на проспекті Маршалка Юзефа Пілсудського, 138. Стадіон носить неофіційну, але загальновживану назву «Серце Лодзі» (пол. Serce Łodzi).
Після Першої світової війни Польща відновила свою незалежність, і клуб був реанімований у 1922 році як Робітниче спортивне товариство «Відзев Лодзь» (Robotnicze Towarzystwo Sportowe Widzew Łódź).
Після Другої світової війни 25 березня 1945 року клуб відновив діяльність. У 1949 рішенням польської влади багато клубів розформовано і перетворено на радянський спосіб. «Відзев» був перейменований спочатку на «Волокняний клуб спортивний (ВКС) „Відзев“», а потім на «ЗКС фабрик бавовняної промисловості ім. 1 травня». Тільки 6 березня 1957 року клуб повернув попередню назву. У 1981 і 1982 роках «Відзев» два роки поспіль здобував титул чемпіона, а у 1985 року свій перший Кубок, а ще раніше у 1977 році дебютував в європейських турнірах.
Під час успішного сезону 1995–96 років «Відзев» пропустив лише 22 голи у 34 матчах, що було найменшим показником серед усіх команд ліги. Вони також добре грали в атаці, забивши 84 голи і здобули 88 очок. Частково завдяки чудовій грі воротаря Анджея Возняка, команда залишилася непереможною протягом усього сезону.
У наступному сезоні 1996–97 команда провела ще один чудовий сезон. Вчетверте в історії клубу здобули чемпіонство, забивши 74 голи за сезон і пропустивши лише 21 м'яч.
У сезоні 2008–09 зайняв перше місце у першій лізі, але не підвищився у класі, так як «Відзев» був звинувачений у корупційнійному скандалі. Втім вже наступного сезону клуб повернуся до вищого дивізіону. 
У сезоні 2013–14 «червоно-біло-червоні» знову вибули до першого дивізіону. Влітку 2022 року через сім років повернулись до Екстракляси.
Колишні назви:
- 05.11.1910: ТМРФ (пол. TMRF [Towarzystwo Miłośników Rozwoju Fizycznego])
- 1918-1922: не виступав
- 29.03.1922: РТС Відзев (пол. RTS [Robotnicze Towarzystwo Sportowe] Widzew)
- 1939-1944: не виступав
- 25.03.1945: РТС Відзев (пол. RTS Widzew)
- 1949: ВКС Відзев (пол. WKS [Włókniarski Klub Sportowy] Widzew)
- 1949: ЗКС фабрик бавовняної промисловості ім. 1 травня (пол. Związkowe Koło Sportowe przy Zakładach Przemysłu Bawełnianego im. 1 Maja)
- 06.03.1957: РТС Відзев (пол. RTS [Robotnicze Towarzystwo Sportowe] Widzew)
- 08.2004: Товариство Відзев Лодзь (пол. Stowarzyszenie Widzew Łódź)
- 18.06.2007: КС Відзев Лодзь СА (пол. KS [Klub Sportowy] Widzew Łódź SA [Spółka Akcyjna])

## Титули та досягнення
- Чемпіонат Польщі:
  - чемпіон (4): 1981, 1982, 1996, 1997
  - срібний призер (7): 1977, 1979, 1980, 1983, 1984, 1995, 1999
  - бронзовий призер (3): 1985, 1986, 1992
- Кубок Польщі:
  - володар (1): 1985
- Кубок Ліги Польщі:
  - фіналіст (1): 1977
- Суперкубок Польщі:
  - володар (1): 1996
  - фіналіст (1): 1997

Участь у євротурнірах:
- Кубок Чемпіонів УЄФА/Ліга чемпіонів УЄФА:
  - 1/2 фіналу: 1982/1983
  - груповий етап: 1996/1997
- Кубок Кубків УЄФА:
  - 1/16 фіналу: 1985/1986
- [[Файл:|16px]] Кубок УЄФА/Ліга УЄФА:
  - 1/8 фіналу (2): 1980/1981, 1984/1985
  - 2 раунд: 1999/2000
- Кубок Інтертото:
  - володар: 1976, 1982

## Виступи в єврокубках
| Сезон   | Змагання                     | Раунд   | Клуб                   | Результат       |
| ------- | ---------------------------- | ------- | ---------------------- | --------------- |
| 1977–78 | Кубок УЄФА                   | 1Р      | Манчестер Сіті         | 2–2, 0–0        |
|         |                              | 2Р      | ПСВ                    | 3–5, 0–1        |
| 1979–80 | Кубок УЄФА                   | 1Р      | Сент-Етьєн             | 2–1, 0–3        |
| 1980–81 | Кубок УЄФА                   | 1Р      | Манчестер Юнайтед      | 1–1, 0–0        |
|         |                              | 2Р      | Ювентус                | 3–1, 1–3 п. 4–1 |
|         |                              | 3Р      | Іпсвіч Таун            | 0–5, 1–0        |
| 1981–82 | Кубок Європейських чемпіонів | 1Р      | Андерлехт              | 1–4, 1–2        |
| 1982–83 | Кубок Європейських чемпіонів | 1Р      | Гіберніанс             | 4–1, 3–1        |
|         |                              | 2Р      | Рапід Відень           | 1–2, 5–3        |
|         |                              | 1/4     | Ліверпуль              | 2–0, 2–3        |
|         |                              | 1/2     | Ювентус                | 0–2, 2–2        |
| 1983–84 | Кубок УЄФА                   | 1Р      | Ельфсборг              | 0–0, 2–2        |
|         |                              | 2Р      | Спарта Прага           | 1–0, 0–3        |
| 1984–85 | Кубок УЄФА                   | 1Р      | Орхус                  | 2–0, 0–1        |
|         |                              | 2Р      | Боруссія Менхенгладбах | 2–3, 1–0        |
|         |                              | 3Р      | Динамо Мінськ          | 0–2, 1–0        |
| 1985–86 | Кубок володарів кубків       | 1Р      | Галатасарай            | 0–1, 2–1        |
| 1986–87 | Кубок УЄФА                   | 1Р      | ЛАСК                   | 1–1, 1–0        |
|         |                              | 2Р      | Юрдінген 05            | 0–0, 0–2        |
| 1992–93 | Кубок УЄФА                   | 1Р      | Айнтрахт Франкфурт     | 2–2, 0–9        |
| 1995–96 | Кубок УЄФА                   | ПР      | Бангор Сіті            | 4–0, 1–0        |
|         |                              | 1Р      | Чорноморець            | 1–0, 0–1 п. 5–6 |
| 1996–97 | Ліга чемпіонів               | КР      | Брондбю                | 2–1, 2–3        |
|         |                              | Група B | Боруссія Дортмунд      | 1–2, 2–2        |
|         |                              | Група B | Атлетіко Мадрид        | 1–4, 0–1        |
|         |                              | Група B | Стяуа                  | 0–1, 2–0        |
| 1997–98 | Ліга чемпіонів               | 1КР     | Нефтчі Баку            | 2–0, 8–0        |
|         |                              | 2КР     | Парма                  | 1–3, 0–4        |
|         | Кубок УЄФА                   | 1Р      | Удінезе                | 1–0, 0–3        |
| 1999–00 | Ліга чемпіонів               | 2КР     | Литекс                 | 4–1, 1–4 п. 3–2 |
|         |                              | 3КР     | Фіорентіна             | 1–3, 0–2        |
|         | Кубок УЄФА                   | 1Р      | Сконто                 | 0–1, 2–0        |
|         |                              | 2Р      | Монако                 | 1–1, 0–2        |